# Pavage du plan
Pour les articles homonymes, voir Pavage (homonymie).

Pavage constitué de triangles équilatéraux et d'hexagones, dit pavage trihexagonal.

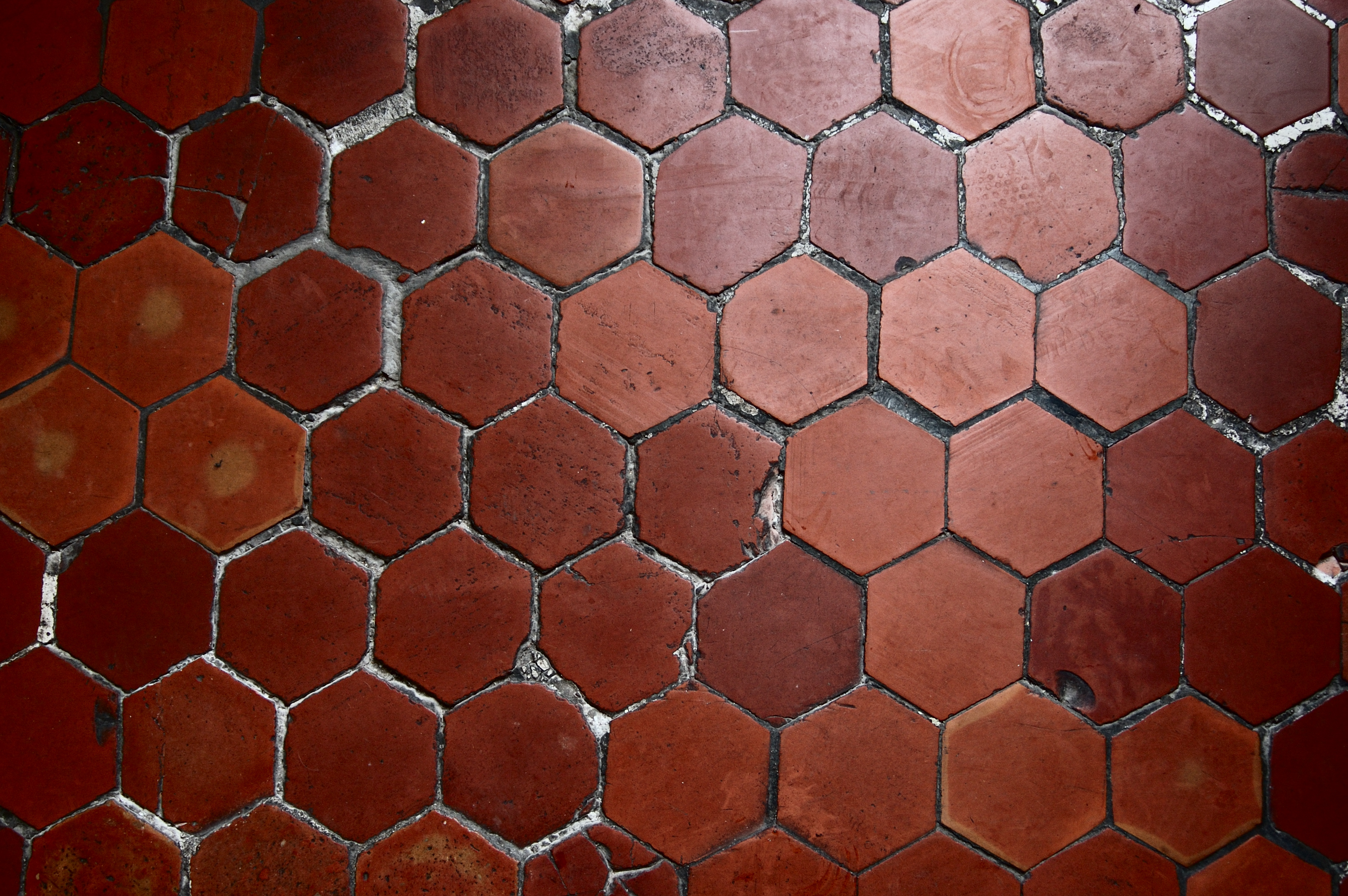
Pavage hexagonal de tomettes provençales en terre cuite.

Un pavage du plan est un ensemble de portions du plan, par exemple des polygones, dont l'union est le plan tout entier, sans recouvrement. S'il est constitué d'un motif reproduit par translation dans deux directions différentes, le pavage est dit périodique (apériodique dans le cas contraire).
Plus précisément, un pavage du plan est une partition de ce plan par des éléments d'un ensemble fini, appelés « carreaux » (des compacts d'intérieur non vide). Le plan peut être euclidien ou non.

## Coloriage
Une question apparemment anodine concerne le nombre de couleurs nécessaire au coloriage des différentes portions de plan (ou régions), de telle sorte que deux régions limitrophes (c'est-à-dire, ayant une frontière commune) ne reçoivent pas la même couleur. On sait depuis longtemps qu'en pratique il suffit de quatre couleurs, mais c'est une conjecture énoncée en 1852 qui n'a été démontrée qu'en 1976 (théorème des quatre couleurs).

## Pavages périodiques
Les pavages périodiques du plan ou de l’espace sont connus depuis l’Antiquité et ont souvent été utilisés comme motifs décoratifs en architecture.
En cristallographie, ces pavages modélisent les arrangements périodiques d’atomes (cristaux). En 1891, le cristallographe et mathématicien russe Evgraf Fedorov a montré qu’il existait seulement 17 types de groupes cristallographiques du plan (groupes d’isométries contenant un sous-groupe discret bidimensionnel de translations).
Par la suite, Heinrich Heesch a montré en 1968 qu’il existait 28 types de pavés (ou carreaux). Toutefois, cette classification peut être améliorée car certains des 28 types sont des cas particuliers d’autres.
En fait, à chacun des groupes cristallographiques, à deux exceptions près, correspond un seul type de pavé. À chacune de ces exceptions (pg et pgg) sont associés 2 types de pavés. Au total, il existe donc 19 types de pavés pour les pavages périodiques du plan.
Plusieurs de ces types peuvent être réalisés par des pavages dont les pavés sont tous des polygones réguliers. L’Alhambra de Grenade contient des mosaïques illustrant presque tous les types de pavages.

## Pavages apériodiques

Pavage de Wang minimal, avec onze carreaux de Wang en quatre couleurs, décrit par Jeandel et Rao en 2015.

Les mathématiciens ont longtemps pensé que tout jeu de carreaux pouvant paver le plan pouvait le faire périodiquement.
Notamment, Hao Wang a conjecturé en 1961 que c’était le cas, et en a déduit qu’on pouvait concevoir un programme informatique qui déciderait si un jeu de carreaux donné permettait de paver ou non le plan. Cependant, en 1966, Robert Berger (un élève de Wang) a trouvé un ensemble de 20 426 carreaux ne pouvant paver qu’apériodiquement le plan, qu'il a utilisé pour prouver que le problème de savoir si un jeu pavait le plan ou pas était indécidable.
Des jeux toujours plus petits de carreaux ne pavant qu’apériodiquement ont depuis été trouvés :
- en 1974, Roger Penrose trouve un jeu de 20 carreaux (2 à rotation près) donnant le pavage de Penrose ;
- en 1976, Raphael Robinson simplifie le jeu de carreaux de Robert Berger en un jeu de 6 carreaux (à rotation et symétrie près) ;
- en 1996, Karel Culik et Jarkko Kari (en) ont trouvé (par une méthode complètement différente) un jeu de 13 carreaux ;
- en 2015, Emmanuel Jeandel et Michael Rao, dans « An aperiodic set of 11 Wang tiles », donnent un jeu de 11 carreaux de Wang sur 4 couleurs. Cet ensemble est minimal en ce sens qu’il n’existe pas d’ensemble de carreaux de Wang apériodiques avec moins de 11 carreaux, et qu’aucun ensemble de Wang avec moins de 4 couleurs n’est apériodique ;
- en 2023 est publié le premier pavage non périodique avec un seul type de carreaux si l'on accepte qu'une forme et son symétrique dans un miroir n'en constituent qu'un, deux si on le refuse[4],[5].

## Pavages quasipériodiques
Certains pavages apériodiques ont plus ou moins de régularité que d’autres, on peut définir un degré d'apériodicité.
Dans cette voie, on peut citer par exemple les notions de « récurrence » et de « récurrence uniforme » (ou « quasipériodicité »).
Un pavage est dit récurrent si, quand un motif (ensemble fini de carreaux) apparaît une fois, il apparaît dans n'importe quelle zone suffisamment grande. Si, de plus, on peut fixer la taille de cette zone en fonction de la taille du motif, alors le pavage est dit uniformément récurrent (ou quasipériodique).
Ainsi, un pavage uniformément récurrent du plan est tel que si on considère n’importe quel motif apparaissant dans un cercle de rayon r tracé sur le pavage, alors il existe un nombre R tel qu'on puisse être sûr que ce motif réapparaisse dans n'importe quel cercle de rayon R tracé sur le pavage.
En particulier, les pavages périodiques sont uniformément récurrents (a fortiori récurrents). C’est aussi le cas du pavage de Penrose. En fait, on peut montrer que si un jeu de carreaux pave le plan, alors il peut aussi le paver de manière uniformément récurrente (la preuve repose sur un argument diagonal).